# Alexander Nylander
Alexander Maximiliam Michael Junior "Alex" Nylander Altelius, född 2 mars 1998 i Calgary, Alberta, är en svensk-kanadensisk professionell ishockeyspelare som spelar för Toronto Maple Leafs
Nylander draftades i första rundan i 2016 års draft av Buffalo Sabres som åttonde spelare totalt.
Han är bror till William Nylander och son till Michael Nylander, som också är, respektive har varit, professionella ishockeyspelare.

## Karriär
Säsongen 2014/15 tillhörde han AIK i Hockeyallsvenskan, där han tillbringade mestadels av tiden i J20-laget och stod för 40 poäng på 42 matcher. Han fick även debutera i Hockeyallsvenskan samma säsong, där det blev 2 poäng på 7 matcher totalt. 
Säsongen 2015/16 tillhörde han Rögle BK i Svenska hockeyligan, men var utlånad till Mississauga Steelheads i Ontario Hockey League, där han gjorde 75 poäng under 57 matcher.